# Гинзбург, Александр Ильич
Алекса́ндр Ильи́ч Ги́нзбург (21 ноября 1936, Москва — 19 июля 2002, Париж) — журналист и издатель, участник правозащитного движения в СССР, член Московской Хельсинкской группы, составитель одного из первых сборников самиздата («Синтаксис»), член редколлегии журнала «Континент» в 1979—1990 годах.

## Биография
Родился 21 ноября 1936 года в Москве. Его отец, архитектор Сергей Чижов, был арестован по сфабрикованному делу в 1936 году, умер в заключении в период следствия в начале 1937 года через 2 месяца после рождения Александра. Дед по отцовской линии, археолог, погиб в Москве в 1918 году во время «красного террора». Бабушка отсидела на Лубянке в конце 1920-х годов около двух лет. Александр Гинзбург сам себя назвал в шутку «зэком в третьем поколении».
Мать, Людмила Ильинична Гинзбург — в молодости архитектор, впоследствии заводской экономист, умерла в 1981 году в эмиграции в Париже.
Учился в московской мужской школе № 12, где увлекался театром. После школы уехал работать актёром и режиссёром в Новосибирский ТЮЗ.
В 1956 году Александр Гинзбург увлёкся журналистикой и поступил на журфак МГУ, учился на заочном отделении, работая в газете «Московский комсомолец». По его признанию, он никогда не писал статьи на советскую пропагандистско-идеологическую тематику.
В 1959—1960 годах осуществил свою давнюю мечту — составил и распространил среди своих друзей и знакомых самиздатский поэтический альманах «Синтаксис». В альманах были включены неопубликованные стихи Сапгира, Холина, Чудакова, Глазкова, Аронова, Окуджавы, Ахмадулиной, впервые напечатаны стихи Бродского и других поэтов. Каждый номер альманаха включал 10 авторов, каждый из которых был представлен пятью стихотворениями. Однако поэты давали в журнал значительно большее число своих произведений. Всего успели выйти три номера «Синтаксиса», а у Гинзбурга накопилось значительное количество неопубликованной поэзии.

### Первый арест и срок
Четвёртый номер журнала «Синтаксис» был уже подготовлен, однако в июле 1960 года в доме Гинзбурга сотрудники КГБ провели обыск «по подозрению в наличии антисоветской литературы». Материалы альманаха были изъяты. Почти исключительно поэтические тексты, по признанию Гинзбурга, по объёму заняли у кагебистов «полгрузовика». Гинзбург был арестован по обвинению в антисоветской деятельности.
После безуспешных попыток КГБ найти улики и сформулировать политическое обвинение следователи случайно узнали, что Гинзбург однажды сдал за товарища, будущего актёра Александра Юдина, экзамен по сочинению на аттестат зрелости в вечерней школе. Гинзбург был осуждён «за подделку документов» к двум годам тюремного заключения (максимальный срок по данной статье). Отбывал наказание в «смешанной зоне» на севере Кировской области в Вятлаге. После освобождения вернулся в Москву, работал рабочим музея, электриком, токарем и аварийным работником московской канализации. Основной зарплаты ему на жизнь не хватало, и поэтому он с помощью друзей часто подрабатывал «литературным негром».
В 1966 году поступил на вечернее отделение Московского историко-архивного института.

### Второй срок
См. статью: Дело Гинзбурга и Галанскова
В 1966 году он составил сборник под названием «Белая книга» по делу писателей Андрея Синявского и Юлия Даниэля. Гинзбург лично принёс пятый экземпляр машинописной закладки рукописи в приёмную КГБ СССР на Кузнецком мосту с предложением обменять публикацию книги на досрочное освобождение Синявского и Даниэля. Затем «Белая книга» была разослана во многие официальные инстанции СССР, депутатам Верховного Совета СССР, и в конце концов опубликована за границей.
В 1967 году был осуждён на процессе «четырёх» совместно с Ю. Т. Галансковым по статье 70 УК РСФСР («Антисоветская агитация и пропаганда») на 5 лет лишения свободы. Наказание отбывал в колонии для политзаключенных ЖХ 385/17 (п. Озёрный). После освобождения поселился в подмосковном городе Таруса, так как по советским законам мог жить не менее чем за 100 километров от Москвы.
В феврале 1974 года, после ареста и высылки А. И. Солженицына помогал Н. Д. Светловой выносить из дома и перепрятывать рукописи и материалы писателя. Причём у Гинзбурга оседали те рукописи, которые было решено хранить в России, а не вывозить на запад. Солженицын включил Гинзбурга в число своих тайных помощников.
С апреля 1974 года был распорядителем «Русского общественного фонда помощи преследуемым и их семьям», созданного А. И. Солженицыным в Швейцарии. Являлся одним из учредителей Московской Хельсинкской группы. Неоднократно подвергался обыскам, допросам, задержаниям.

### Третий срок
3 февраля 1977 года по решению высшего политического руководства СССР в рамках кампании по пресечению Хельсинкского движения в стране А. Гинзбурга в числе других активистов хельсинкских групп арестовали. 13 июля 1978 года за антисоветскую пропаганду Гинзбург был приговорён к восьми годам лишения свободы в колонии особого режима. Международная правозащитная организация Amnesty International признала его узником совести. Освобождён 27 апреля 1979 года.
В 1979 году в результате переговоров на высшем уровне между СССР и США Александр Гинзбург вместе с ещё четырьмя другими политзаключёнными — Эдуардом Кузнецовым, Марком Дымшицем, Георгием Винсом и Валентином Морозом — был обменян на двух граждан СССР — сотрудников КГБ Р. Черняева и В. Энгера, осуждённых в США за шпионаж в пользу СССР на срок по 50 лет тюремного заключения каждый.
По пути в Нью-Йорк в рейсовом самолёте «Аэрофлота» в специально отведённом салоне пятерых политзаключённых охраняли 13 сотрудников КГБ.

### Эмиграция
Оказавшись за границей, Гинзбург сначала жил в США, потом во Франции. Жил в Париже с женой Ариной Жолковской-Гинзбург (1937—2021) и двумя детьми. Руководил Русским культурным центром в Монжероне, затем, с середины 1980-х годов и до октября 1997 года работал в качестве обозревателя газеты «Русская мысль».
В «Русской мысли» Гинзбург делал еженедельные, обычно на две полосы, обзоры под названием «Вести с родины». Его супруга Арина была заместителем главного редактора Ирины Иловайской.
Скончался на 66-м году жизни 19 июля 2002 года в Париже. Похоронен на кладбище Пер-Лашез.

## Фильмография
- «Les témoins du goulag». (рус. «Свидетельство из ГУЛАГа») — документальный фильм (2001). Авторы: Yves Jaigu, Laurène L’Allinec, Natalia Smirnova (ориг. язык — русский), в 2-х частях (длит. 54 + 58 мин.) ARTE: Ч.1., Ч.2. (ссылки недействительны)
- Документальный фильм «Костя и Мышь» (2006). В гостях у Кузьминских в Техасе, архивный материал 1979 года.
- «Француз» — художественный фильм (2019), режиссёр Андрей Смирнов.